# Тромьоган
Тромьоган или Тром Юган (на руски: Тромъëган) е река в Русия, Западен Сибир, Ханти-Мансийски автономен окръг, Тюменска област, десен приток на река Об.
Дължината ѝ е 581 km, която ѝ отрежда 147-о място по дължина сред реките на Русия.
Реката води началото си от малко езеро, разположено на южния склон на ниското възвишение Северни Ували, на 129 m н.в., в северната част на Ханти-Мансийския автономен окръг, Тюменска област. Около 520 km реката тече през Западносибирската равнина в югоизточна посока, а след устието на река Аган – в западна. Руслото на реката изобилства със стотици меандри, изоставени старици, малки езера и блата, а течението е бавно. Влива се отдясно в река Об (в протока Санин) при нейния 1488 km, на 27 m н.в., на 10 югоизточно от град Сургут, Ханти-Мансийски автономен окръг.
Водосборният басейн на реката обхваща площ от 55 600 km2, което представлява 1,86% от водосборния басейн на река Об. Във водосборния басейн на реката попадат части на Ханти-Мансийския автономен окръг.
Границите на водосборния басейн на реката са следните:
- на югозапад и запад – водосборния басейн на река Пим, десен приток на Об
- на север – водосборните басейни на реките Надим и Пур, вливащи се в Карско море;
- на изток и югоизток – водосборните басейни на реките Вах и Ватински Йоган, десни притоци на Об.

Река Тромьоган получава 29 притока с дължина над 20 km, като 8 от тях са с дължина над 100 km:
- 366 → Нятлонгаягун 208 / 2240, при село Кочевая
- 304 ← Сукуръяун 173 / 1 540
- 273 → Тлятиягун 122 / 1290, при село Рускинская
- 258 → Ентлимиягун 225 / 2740, при село Рускинская
- 126 → Ингуягун 235 / 5140, при село Тромъйагян
- 117 → Ортягун 199 / 1460, при село Тромъйагян
- 59 → Аган 544 / 32 200
- 20 ← Моховая 133 / 1260

Подхранването на реката е предимно снегово. Пълноводието продължава от май до октомври. Среден годишен отток 425 m3/s. Замръзва през октомври или началото на ноември, а се размразява през май.
Около течението на реката и в нейния водосборен басейн са разположени огромни находища на нефт и газ.